# Sulla pelle (singolo)
Sulla pelle è un singolo dei cantanti italiani Irama e Rkomi, pubblicato il 1º settembre 2023 come secondo estratto dal loro primo album collaborativo No Stress.

## Tracce
Testi di Mirko Manuele Martorana, Filippo Maria Fanti, Giacomo Pasutto, Giulio Nenna, Giuseppe Colonnelli, Michele Corvino, Umberto Odoguardi, musiche di Cromatico, Giulio Nenna, Junior K.
1. Sulla pelle – 2:50